# محمد عبد الكريم بخاري
محمد عبد الكريم بخاري مواليد 13 فبراير 1988 في السعودية، هو لاعب كرة قدم سوداني من مواليد السعودية .
لعب سابقاً في أندية الأهلي شندي والهلال في السودان ونادي الباطن ونادي العروبة ونادي الطائي ونادي أبها نادي الجندل في السعودية .

## وصلات خارجية
- محمد عبد الكريم بخاري على موقع Soccerway.com (الإنجليزية)

- محمد عبد الكريم بخاري